# 赵爱武
赵爱武（1960年—），四川江油人，汉族，中华人民共和国政治人物、第十二届全国人民代表大会四川省代表。
毕业于四川省委党校经济管理专业。后加入中国民主促进会。2013年，担任全国人大代表。